# 细柄柯
细柄柯（学名：Lithocarpus himalaicus），为壳斗科柯属下的一个植物种。